# Дорида (дим)
Дори́да (греч. Δήμος Δωρίδος) — община (дим) в Греции. Административно относится к периферийной единице Фокида в периферии Центральная Греция. Административный центр — Лидорикион. Площадь 1000,842 квадратного километра. Население 13 627 человек по переписи 2011 года. Плотность 13,64 человека на квадратный километр. Димархом на местных выборах 2011 года избран Георгиос Капендзонис (Γεώργιος Καπεντζώνης).
Община создана в 2010 году (ΦΕΚ 87Α) по программе «Калликратис» при слиянии упразднённых общин Вардусия, Лидорикион, Толофон и Эфпалион.